# Stu Goldberg
Pour les articles homonymes, voir Goldberg.
Stu Goldberg (né en 1954) est un compositeur canadien né à Malden dans le Massachusetts

## Biographie
Ayant grandi à Seattle, état de Washington, il gagna le prix de composition de l'état à l'âge de quinze ans. Après avoir joué au festival de jazz de Monterey, il reçut son diplôme en piano et composition à l'université de l'Utah.
Il a joué à travers le monde avec John McLaughlin, ainsi que Al Di Meola, Freddie Hubbard, jack Bruce et Wayne Shorter. Il joue du piano sur l'album  Pacifique de Claude Nougaro.
À Los Angeles, il a travaillé avec Jerry Goldsmith et John Williams pour le film Indiana Jones et la Dernière Croisade. Il a aussi fait du jazz en Europe avant de s'installer en Colombie-Britannique.

## Filmographie
- 1989 : Rescue 911 (série télévisée)
- 1990 : Click: The Calendar Girl Killer
- 1990 : Sinners
- 1994 : Jeungbal
- 1996 : Adventures from the Book of Virtues (série télévisée)
- 1999 : Gone to Maui (TV)
- 2000 : Wild California (TV)
- 2000 : Adventures in Wild California
- 2001 : The Amazing Race (série télévisée)
- 2005 : Mindless Love (TV)
- 2008 : Nicole et Martha / Pour sortir du silence (Dancing Trees) (TV)
- 2009 : Une famille dans la tempête (Courage) (TV)
- 2011 : L'Amour face au danger (Crash Site: A Family in Danger) (TV)

## Récompenses
- Prix de composition BMI, 1993-94
- Prix Peabody, 197
- Prix CINE Golden Eagle, 1997
- Ange d'Okanagan, 2006